# A Kárpátok és más európai régiók ősbükkösei
A Kárpátok és más európai régiók ősbükkösei egy nemzetközi, sorozatosan kibővített UNESCO világörökségi terület, amely különleges módon 18 európai ország 93 területét foglalja magába. Kezdetben Szlovákia és Ukrajna területén, a Vihorlat hegységben fekvő Poloniny Nemzeti Parkban, közelebbről Rožok, Havešová és Stužica védett területein fekvő, érintetlen állapotban fennmaradt mérsékelt égövi erdőségeit foglalta magába, és 2007. június 28-a óta a világörökség része volt. 2011-től az eredetileg 29 278 hektárnyi területet kiterjesztették további öt erdővel (4391 hektárral), és az elnevezése a Kárpátok és Németország ősbükkösei lett. 2017-ben a világörökségi védelemben részesülő területet ismét kiterjesztették, amely így különböző, egymással össze nem függő erdőket tartalmaz Albánia, Ausztria, Belgium, Bosznia-Hercegovina, Bulgária, Csehország, Észak-Macedónia, Franciaország, Horvátország, Lengyelország, Németország, Olaszország, Románia, Spanyolország, Svájc, Szlovákia, Szlovénia, Ukrajna területén. A helyszín teljes területe 98 124 hektár.

## Albánia (2017 óta)
A két albániai helyszín 2017 óta része a világörökségi helyszínnek.
Gash-völgy
Rrajca
A rrajcai ősbükkös 2129 hektáros és 2570 hektáros védőövezettel rendelkező területe a Shebenik–Jabllanica Nemzeti Park része. Gyakorlatilag érintetlen ősbükköse a Bustrica-patak felső völgyét övezi, a faállomány egyedeinek életkora a 180 évet is elérheti. Védelme rendkívül szigorú, 2016-ban turisták által csak kivételes alkalmakkor volt látogatható. Az erdőállomány uralkodó fafaja az európai bükk (Fagus sylvatica), amely a makedón jegenyefenyővel, a balkáni selyemfenyővel és a lisztes berkenyével elegyes társulásokat alkot. A területen élő növényfajok közül huszonhárom az albániai, kettő az európai vörös listán szerepel veszélyeztetett státusszal, emellett nyolc faj endemikus Albániában, további hét pedig a Balkán-félszigeten. Az itt élő állatfajok közül tizennégy veszélyeztetett státuszú Albániában. A park a kritikusan veszélyeztetett balkáni hiúz egyik utolsó megmaradt természetes élőhelye.

## Szlovákia (2007 óta)

### Havešová
1964-ben lett védett. A szinnai járásban, Kálnarosztoka település mellett található. Területe 1 713 200 m². A védettséget elsősorban az ősbükkös jellegű erdők miatt kapta, ahol az itt élő lombhullató fák: juhar, kőris, szil különleges példányai fordulnak elő. Ezért Havešová kiváló helyszíne a tudományos-kutatói, oktató, és kulturális-nevelői munkának.

### Stužica
Stužica természetvédelmi terület Szlovákia legkeletibb csücskében, Szlovákia, Lengyelország, Ukrajna közös határán található Poloniny Nemzeti Parkban található folyóvölgyben fekszik. Itt tekinthető meg egy részlet a Kárpátok ősbükköseiből. A Kremenec hegy körül elterülő terület 1965-ben kapott állami védelmet. 1974-ben és 1993-ban további területeket csatoltak hozzá, így lett mára 761 hektár nagyságú. Több, ősbükkös jellegű erdő található itt, melyek különböző fejlődési stádiumot mutatnak. Különösen elterjedt és ősi faj itt a jegenyefenyő, a bükk és a hegyi juhar. Az ősbükkösben számos eredeti kárpáti és jó néhány endemikus növényfaj, gombafélék és állatok élnek. Stužica az egyik legfontosabb védett terület Szlovákiában, és nemzetközi jelentősége is számottevő.

## Ukrajna (2007 óta, kibővítve 2017)
| Azonosító   | Név, helyszín            | Ország  | Koordináták         | Terület     | Pufferterület         |
| ----------- | ------------------------ | ------- | ------------------- | ----------- | --------------------- |
| 1133-001    | Csornahora               | Ukrajna | N48 8 25 E24 23 35  | 2,476.8 ha  | 12,925 ha             |
| 1133-003    | Erdészvölgy–Terebes      | Ukrajna | N47 56 21 E24 8 26  | 1,369.6 ha  | 3,163.4 ha            |
| 1133-004    | Máramaros                | Ukrajna | N47 56 12 E24 19 35 | 2,243.6 ha  | 6,230.4 ha            |
| 1133-007    | Patkófalu–Uzsok          | Ukrajna | N49 4 14 E22 3 1    | 2,532 ha    | 3,615 ha              |
| 1133-008    | Fagyalos (Szvidovec)     | Ukrajna | N48 11 21 E24 13 37 | 3,030.5 ha  | 5,639.5 ha            |
| 1133-009    | Ugolyka–Széleslonka      | Ukrajna | N48 18 22 E23 41 46 | 11,860 ha   | 3,301 ha              |
| 1133ter-070 | Gorgánok                 | Ukrajna | N48 28 19 E24 17 58 | 753.48 ha   | 4,637.59 ha           |
| 1133ter-071 | Roztoccsja               | Ukrajna | N49 57 44 E23 38 58 | 384.81 ha   | 598.21 ha             |
| 1133ter-072 | Szatanyivszka Dacsa      | Ukrajna | N49 10 26 E26 14 56 | 212.01 ha   | 559.37 ha             |
| 1133ter-073 | Szinevér–Darvajka        | Ukrajna | N48 29 14 E23 44 56 | 1,588.46 ha | 312.32 ha             |
| 1133ter-074 | Szinevér–Kvaszovec       | Ukrajna | N48 23 6 E23 42 46  | 561.62 ha   | 333.63 ha             |
| 1133ter-075 | Szinevér–Sztrimba        | Ukrajna | N48 27 11 E23 47 48 | 260.65 ha   | 191.14 ha             |
| 1133ter-076 | Szinevér–Égermező        | Ukrajna | N48 21 20 E23 39 36 | 454.31 ha   | 253.85 ha             |
| 1133ter-077 | Elvarázsolt Vidék–Ilosva | Ukrajna | N48 27 9 E23 5 23   | 93.97 ha    | 1,275.44 ha           |
| 1133ter-078 | Elvarázsolt Vidék–Borló  | Ukrajna | N48 25 21 E23 9 42  | 1,164.16 ha | 1133ter-077-tel közös |

## Fordítás
- Ez a szócikk részben vagy egészben  a   Stužica című szlovák Wikipédia-szócikk ezen változatának fordításán alapul.  Az eredeti cikk szerkesztőit annak laptörténete sorolja fel. Ez a jelzés csupán a megfogalmazás eredetét és a szerzői jogokat jelzi, nem szolgál a cikkben szereplő információk forrásmegjelöléseként.
- Ez a szócikk részben vagy egészben  a   Havešová című szlovák Wikipédia-szócikk ezen változatának fordításán alapul.  Az eredeti cikk szerkesztőit annak laptörténete sorolja fel. Ez a jelzés csupán a megfogalmazás eredetét és a szerzői jogokat jelzi, nem szolgál a cikkben szereplő információk forrásmegjelöléseként.
- Ez a szócikk részben vagy egészben  az   Alte Buchenwälder und Buchenurwälder der Karpaten und anderer Regionen Europas című német Wikipédia-szócikk ezen változatának fordításán alapul.  Az eredeti cikk szerkesztőit annak laptörténete sorolja fel. Ez a jelzés csupán a megfogalmazás eredetét és a szerzői jogokat jelzi, nem szolgál a cikkben szereplő információk forrásmegjelöléseként.